# Ribeira do Silveira
Ribeira do Silveira é um curso de água português que se localizou na freguesia açoriana da Agualva, concelho da Praia da Vitória, ilha Terceira, arquipélago dos Açores.
Este curso de água encontra-se geograficamente localizado na parte Noroeste da ilha Terceira e tem a sua origem a cerca de 700 metros de altitude, nos contrafortes do complexo vulcânico do Pico Alto, a segunda formação geológica da ilha Terceira que se eleva a 809 metros de altitude acima do nível do mar e faz parte de bacia hidrográfica gerada pela própria montanha.
Este curso de água desagua no Oceano atlântico, costa norte da ilha Terceira.
Foi por ordem de Álvaro Martins Homem, primeiro Capitão do donatário da Praia que se ergueu 8 moinhos ao longo deste curso de água.
Estes moinhos, cerca de 1450, serviam grande parte da Praia. Os seus rendimentos permitiam juntamente com os 48 moinhos da Ribeira da Agualva para pagar foro e tributos a El-Rei pelo seu uso e estava restrito o seu uso apenas a determinadas entidades.
Só por uma lei de 2 de Agosto de 1766, é que se pôs fim a esta situação e o seu uso foi liberalizado. Actualmente, e tal como acontece com os moinhos da Ribeira da Agualva poucos ou nenhuns vestígios destes moinhos existentes ao longo da ribeira.
No entanto, na Rua dos Moinhos, encontra-se edificada uma dessas edificações centenárias, construção essa que pertence a Manuel Toledo. Actualmente apresenta-se como uma construção doméstica com dupla funcionalidade composta por moinho e moradia.
Em termos estruturais, este moinho apresenta-se com três pisos. No 1.º localiza-se a engrenagem do moinho; 2.º piso área de trabalho; 3.º piso (sótão) dormitório.
O tem sido recuperação pelo proprietário e pode ser visitado.